# عصام (الدوادمي)
عصام، هي قرية من فئة (ب) تقع محافظة الدوادمي، والتابعة لمنطقة الرياض في السعودية. وتبعد عصام عن محافظة الدوادمي بمسافة تقارب (90) كم.